# Steffen Skel
Steffen Skel, obecnie nosi nazwisko po żonie Sartor (ur. 14 czerwca 1972 w Bad Salzungen) – były niemiecki saneczkarz startujący w dwójkach w parze ze Steffenem Wöllerem, wielokrotny medalista mistrzostw świata i Europy.
Pierwszy sukces odniósł na mistrzostwach świata juniorów w 1991 zdobywając srebrny medal w dwójkach. W reprezentacji Niemiec startował od 1992 roku. Na igrzyskach olimpijskich wystąpił trzykrotnie zajmując w najlepszym starcie czwartą pozycję. Na mistrzostwach świata wywalczył pięć medali. Najbardziej udane były dla niego mistrzostwa w 2000, na których został mistrzem świata w drużynie dokładając do tego srebro w dwójkach. Rok później zdobył dwa medale srebrne. Na swoim koncie ma również brąz wywalczony w 1997 w dwójkach. Na mistrzostwach Europy wywalczył pięć medali – dwa złote i trzy srebrne. Dwukrotnie zostawał mistrzem kontynentu w drużynie w latach 2002 oraz 2004. Drugie miejsce zajmował w 1998 i 2000 w dwójkach oraz w 2000 w drużynie mieszanej. W Pucharze Świata czterokrotnie zajmował miejsce na podium w klasyfikacji generalnej zdobywając Kryształową Kulę w sezonie 2000/2001.
W 2004 zakończył karierę.

## Osiągnięcia

### Igrzyska Olimpijskie
| Rok  | Miejsce        | Dwójki |
| ---- | -------------- | ------ |
| 1994 | Lillehammer    | 14.    |
| 1998 | Nagano         | 8.     |
| 2002 | Salt Lake City | 4.     |

### Puchar Świata

#### Miejsca na podium w klasyfikacji generalnej
| Sezon     | Miejsce |
| --------- | ------- |
| 1993/1994 | 3.      |
| 1999/2000 | 2.      |
| 2000/2001 | 1.      |
| 2001/2002 | 2.      |